# Louise Penny
Louise Penny (1 de julho de 1958, Toronto) é uma escritora canadense de romances de mistério ambientados na província canadense de Quebec centrada no trabalho do inspetor-chefe francófono Armand Gamache da Sûreté du Québec (Polícia de Quebec). A primeira carreira de Penny foi como locutora de rádio da Canadian Broadcasting Corporation (CBC). Depois de começar a escrever, ela ganhou vários prêmios por seu trabalho, incluindo o Prêmio Agatha de melhor romance de mistério do ano cinco vezes, incluindo quatro anos consecutivos (2007–2010), e o Prêmio Anthony de melhor romance do ano cinco vezes, incluindo quatro anos consecutivos (2010–2013). Seus romances foram publicados em 23 idiomas.

## Biografia
Penny nasceu em Toronto, Canadá, em 1958.  Sua mãe era uma ávida leitora de ficção e não-ficção, com um gosto particular por ficção policial,  e Louise cresceu lendo escritores de mistério como Agatha Christie, Georges Simenon, Dorothy L. Sayers e Michael Innes.
Penny formou-se em Artes Aplicadas (Rádio e Televisão) pelo Ryerson Polytechnical Institute (atual Universidade Ryerson) em 1979.  Após a formatura, aos 21 anos, ela embarcou em uma carreira de 18 anos como apresentadora de rádio e jornalista na Canadian Broadcasting Corporation (CBC).
No início de sua carreira na radiodifusão, Penny trabalhou em locais distantes de amigos e familiares e para ajudar a lidar com os sentimentos de solidão e isolamento, ela se voltou cada vez mais para o álcool. Aos 35 anos, ela admitiu um problema com o álcool e está sóbria desde então. Pouco depois, ela conheceu seu futuro marido, Michael Whitehead, chefe de hematologia do Montreal Children's Hospital,  em um encontro às cegas. Michael morreu em 18 de setembro de 2016.
Penny atualmente mora em Knowlton, uma pequena vila em Quebec, a cerca de 100 km de Montreal, Quebec.

## Honras
Em 2013, ela foi nomeada Membra da Ordem do Canadá "por suas contribuições à cultura canadense como autora, destacando sua cidade em Quebec". Em 2017, ela foi nomeada Membra da Ordem de Quebec.

### Série do Inspector Gamache
| Lançamento | Título original         | Títulos em português                    | Títulos em português                          |
| Lançamento | Título original         | no Brasil                               | em Portugal                                   |
| ---------- | ----------------------- | --------------------------------------- | --------------------------------------------- |
| 2005       | Still Life              | Natureza-Morta (Arqueiro, 2022)         | Natureza Morta (Dom Quixote, 2014)            |
| 2007       | A Fatal Grace           | Graça Fatal (Arqueiro, 2022)            | Mística Fatal (Dom Quixote, 2015)             |
| 2008       | The Cruelest Month      | O Mais Cruel dos Meses (Arqueiro, 2022) | O Mais Cruel dos Meses (Relógio D'Água, 2016) |
| 2009       | The Murder Stone        | É Proibido Matar (Arqueiro, 2023)       | A Estátua Assassina (Relógio D'Água, 2014)    |
| 2009       | The Brutal Telling      | Revelação Brutal (Arqueiro, 2023)       | Ainda não publicado                           |
| 2010       | Bury Your Dead          | Enterre Seus Mortos (Arqueiro, 2024)    | Ainda não publicado                           |
| 2011       | A Trick of the Light    | Um Truque de Luz (Arqueiro, 2024)       | Ainda não publicado                           |
| 2011       | The Hangman (novela)    | Ainda não publicado                     | Ainda não publicado                           |
| 2012       | The Beautiful Mystery   | O Belo Mistério (Arqueiro, 2025)        | Ainda não publicado                           |
| 2013       | How the Light Gets In   | A Luz Entre As Frestas (Arqueiro, 2025) | Ainda não publicado                           |
| 2014       | The Long Way Home       | Ainda não publicado                     | Ainda não publicado                           |
| 2015       | The Nature of the Beast | Ainda não publicado                     | Ainda não publicado                           |
| 2016       | A Great Reckoning       | Ainda não publicado                     | Ainda não publicado                           |
| 2017       | Glass Houses            | Ainda não publicado                     | Casas de Vidro (Relógio D'Água, 2019)         |
| 2018       | Kingdom of the Blind    | Ainda não publicado                     | Ainda não publicado                           |
| 2019       | A Better Man            | Ainda não publicado                     | Ainda não publicado                           |
| 2020       | All the Devils Are Here | Ainda não publicado                     | Ainda não publicado                           |
| 2021       | The Madness of Crowds   | Ainda não publicado                     | Ainda não publicado                           |
| 2022       | A World of Curiosities  | Ainda não publicado                     | Ainda não publicado                           |
| 2024       | The Grey Wolf           | Ainda não publicado                     | Ainda não publicado                           |
| 2025       | The Black Wolf          | Ainda não publicado                     | Ainda não publicado                           |

### Livro isolado
| Lançamento | Título original | Títulos em português              | Títulos em português                   | Títulos em português           |
| Lançamento | Título original | no Brasil                         | em Portugal                            | Observações                    |
| ---------- | --------------- | --------------------------------- | -------------------------------------- | ------------------------------ |
| 2021       | State of Terror | Estado de Terror (Arqueiro, 2023) | Estado de Terror (Porto Editora, 2021) | Co-escrito com Hillary Clinton |

## Adaptações
- Still Life: A Three Pines Mystery (2013) Filme.[11]
- Three Pines (2022) Série do Prime Video baseada nos livros do Inspetor Armand Gamache, (wikipedia em inglês).[1]